# HD 216831
HD 216831，又名BD+35 4917，SAO 72851、HR 8723，是一颗恒星，视星等为5.74，位于銀經98.28，銀緯-20.92，其B1900.0坐标为赤經22h 51m 4.8s，赤緯+35° -20.92′ 5″。